# Parahelops kuscheli
Parahelops kuscheli is een keversoort uit de familie Perimylopidae. De wetenschappelijke naam van de soort is voor het eerst geldig gepubliceerd in 1963 door Kulzer.